# Moringa
Moringa és l'únic gènere de la família Moringaceae de l'ordre de les brassicals.

## Característiques
Totes les espècies d'aquest gènere són arbres de les regions tropicals i subtropicals del planeta.

## Taxonomia
- Moringa arborea
- Moringa borziana
- Moringa concanensis
- Moringa drouhardii
- Moringa hildebrandtii
- Moringa longituba
- Moringa oleifera - baqueta
- Moringa ovalifolia
- Moringa peregrina
- Moringa pygmaea
- Moringa rivae
- Moringa ruspoliana
- Moringa stenopetala